# Президентские выборы на Украине (1994)
Выборы президента Украины 1994 года (укр. Вибори президента України 1994 року) — вторые (досрочные) выборы президента Украины. Прошли 26 июня и 10 июля 1994 года (первый и второй тур соответственно). Победителем стал Леонид Кучма, во втором туре опередивший действовавшего главу государства Леонида Кравчука.

## Ситуация перед выборами
К 1994 году Украина погрузилась в глубокий экономический кризис. С провозглашением независимости в стране началась так называемая «ваучерная» приватизация государственного имущества. Суть её была в том, что гражданам раздавались «ваучеры» на право владения определённой процентной частью того или иного предприятия. Однако вследствие экономической неграмотности большей части населения, ваучеры оказались в руках трастовых компаний — организаций, скупавших у населения ваучеры. Таким образом, в собственности у учредителей трастовых компаний оказалась значительная часть промышленных и других предприятий. На основе собственников трастов в стране начали формироваться первые финансово-промышленные группы, некоторые из которых в те времена имели признаки ОПГ. Из-за их беспредела в стране бушевала коррупция и бандитизм.
Хаотичная приватизация недобросовестными трастами привела к полной или частичной остановке предприятий. Введённый в 1992 году украинский купоно-карбованец стремительно девальвировал, в 1993 году была зафиксирована гиперинфляция — цены выросли на 10 000 %. Спад производства на Украине оказался гораздо большим, чем в России, Беларуси, странах Прибалтики. Росла задолженность перед Россией за поставленные энергоресурсы — природный газ для промышленности и населения и нефть для украинских НПЗ — ситуация всё более усугублялась. Из-за этого Россией было начато строительство газопровода «Ямал — Европа» в обход украинской территории, запуск которого нанёс существенный удар по транзитному потенциалу Украины.
На фоне тяжёлого экономического кризиса, 7 июня 1993 в Донбассе началась бессрочная забастовка шахтёров, среди главных требований которых были: выплата и увеличение заработной платы, установление для Донбасса особых экономических связей с Россией, отставка президента Леонида Кравчука, проведение досрочных президентских и парламентских выборов. Ввиду этого Верховная Рада 17 июня пошла забастовщикам навстречу и выполнила их требование — назначила на 26 сентября 1994 года консультативный референдум о (не)доверии президенту и парламенту. Однако после переговоров с Кравчуком Рада, за два дня до референдума, отменила его и постановила провести 26 июня досрочные президентские и 27 марта досрочные парламентские выборы (регулярные выборы должны были бы состояться в конце 1996 и в марте 1995 годов соответственно).

## Избирательное законодательство
Выборы проводились в соответствии с законом «О выборах Президента Украины», принятым Верховным Советом Украинской ССР 5 июля 1991 года. Закон был несколько изменён соответствующим решением Верховной Рады от 1 марта 1994 года. Закон предусматривал равные возможности для всех лиц в плане выдвижения кандидатур, публичности, проведения кампаний и общения с ними со стороны официальных органов, учреждений и организаций. На пост президента мог быть выдвинут любой гражданин Украины, который к моменту проведения выборов достиг возраста 35 лет, имел право голоса и проживал на территории Украины не менее 10 лет. Кроме того, кандидат должен был владеть государственным языком, однако никакой чрезвычайной строгости в плане выполнения данного пункта не было. Дискриминация по этническому, социальному, имущественному, религиозному, политическому и профессиональному признаку была объявлена вне закона.
Выдвижение кандидатов осуществлялось через зарегистрированные политические партии и избирательные блоки, каждый из которых мог выдвинуть только одного кандидата. Партиям или блокам требовалось иметь в своих рядах не менее 1000 членов. Кандидаты могли выдвигаться только на партийных съездах или общих собраниях высшего руководящего органа в соответствии с зарегистрированным уставом организации, на которых должны были присутствовать две трети делегатов, но не менее 200 человек. Кандидаты также могли выдвигаться на собраниях избирателей, на которых присутствовало не менее 500 лиц, имеющих право голоса.
Кандидатам разрешалось создавать личный предвыборный фонд из собственных средств, из средств политических партий и избирательных блоков, от зарегистрированных юридических лиц, проживающих в Украине, однако данные фонды не могли превышать 100-кратный размер минимальной заработной платы. Единовременный взнос в личный фонд кандидата также не должен был превышать 100-кратного размера минимальной заработной платы. «Расходы на агитацию в других печатных средствах массовой информации и негосударственных средствах массовой информации ограничены размером личного фонда кандидата, условия оплаты равны для всех кандидатов», — говорилось в статье 6 закона «О выборах президента Украины». Информация о средствах на предвыборную кампанию кандидатов должна была быть предоставлена в министерство финансов, а также открыта для общественности.
Для регистрации кандидатов требовалось 100 000 подписей. Подписи должны были быть собраны от каждого избирательного округа, в том числе не менее 1500 в двух третях из них. Политические партии, избирательные блоки или группы избирателей должны были представить имена кандидатов в Центральную избирательную комиссию до 26 апреля 1994 года с приложением подписей.
ЦИК имела широкие полномочия:
- организация, подготовка и проведение выборов;
- разъяснение применения избирательного законодательства;
- создание и реорганизация избирательных округов;
- руководство работой избирательных комиссий в пределах избирательных округов и избирательных участков;
- распределение средств на проведение выборов;
- составление избирательных бюллетеней;
- получение и составление отчётов территориальных избирательных комиссий;
- регистрация политических партий и избирательных блоков, намеревавшихся выдвинуть кандидатов;
- регистрация кандидатов;
- определение результатов и их распространение в средствах массовой информации;
- рассмотрение просьб, апелляций и жалоб;
- предоставление ограниченного количества бесплатных предвыборных плакатов и ограниченного количества бесплатного доступа к государственному телевидению и радио, а также бесплатного проезда на государственном транспорте (за исключением такси).

Украина была разделена на 27 избирательных округов, представляющих 24 области, одну автономную республику (Крым) и два города со специальным статусом (Киев и Севастополь). Любой призыв к бойкоту выборов был незаконным. Для того, чтобы выборы были действительными, требовалась 50-процентная явка избирателей, а для того, чтобы стать избранным кандидатом, требовалось набрать более 50 % голосов.

## Призывы к отсрочке выборов
После начала избирательной кампании президент Леонид Кравчук призвал к переносу выборов, обратившись к новоизбранным народным депутатам чуть более чем за месяц до дня выборов, на том основании, что проведение досрочных президентских выборов «усилит дестабилизационные процессы, политическую поляризацию и противостояние политических сил, что помешает достижению национального согласия». Кравчук утверждал: «Если выборы пройдут без изменений законодательства, мы увидим крах исполнительной власти. Я считаю, что выборы должны состояться. Но они должны иметь место только при наличии законной основы». Глава государства заявил, что провести президентские выборы через 2 месяца после парламентских будет проблематичным. Петиция 120 народных депутатов, в основном от национал-демократических сил, которая, как утверждается, была подана от Администрации президента, а не поступила непосредственно от парламента, поддержала призыв к отсрочке.
В обращении, подписанном депутатами из 20 областей и Крыма, утверждалось, что без новой Конституции, Конституционного суда или закона «О государственной власти» досрочные выборы президента приведут к «дальнейшему противостоянию и хаосу, которые могут поставить под угрозу само существование государства». Большинство национал-демократических партий и групп, традиционных союзников Кравчука, поддержало призыв к отсрочке. Исключение составила только «Христианско-демократическая партия Украины». «Народный Рух», крупнейшая национал-демократическая партия, неохотно согласилась с логикой Кравчука, хотя с начала 1992 года находилась в «конструктивной оппозиции» к нему. Кроме того, лидер «Руха» Вячеслав Чорновол утверждал, что дополнительные полномочия в руках Кравчука не будут использованы для проведения реформ. Когда президенту были даны дополнительные полномочия в 1992 году, утверждал Чорновол, они в основном использовались для назначения членов бывшей партийной номенклатуры на руководящие должности и передачи России ядерного оружия и Черноморского флота. Поэтому, по логике Черновола, дополнительные президентские полномочия приведут лишь к «тихой диктатуре олигархии».
Не все национал-демократы согласились с призывом Кравчука к отсрочке. Например, Тарас Стецькив, член «Партии демократического возрождения Украины» заявил, что «просьба Кравчука перенести выборы — это предсмертный крик мертвого политика».
Левое крыло, пребывавшее в победном настроении после успехов на первых демократических парламентских выборах, выступало против любой отсрочки. Кравчук признался в своём обращении к Раде, что при рассмотрении его просьбы о переносе президентских выборов следует учитывать «расстановку политических сил и региональные различия». «Коммунистическая партия Украины», которая, хоть и враждебно относилась к институту президентства, не одобряла отсрочки выборов, утверждая, что главным мотивом тех, кто требовал отсрочки, был страх победы левых.
Верховная Рада, руководство в которой после выборов перешло к левым силам, отклонила любые призывы к переносу президентских выборов, в отдельной резолюции заявив, что отменять голосование уже слишком поздно ввиду того, что средства на выборы выделены и кампания стартовала. Те, кто выступал за проведение выборов, возражали, что если они действительно опасны для государственного строя, как утверждал Кравчук, то он не имел права подписывать закон об их проведении и должен был вернуть его парламенту в течение десяти дней. Если бы до выборов требовалось принять новую Конституцию или другие правовые акты, то президент должен был бы сделать или инициировать это.
Кравчук имел основания для требования переноса президентских выборов в связи с тем, что одновременно с президентскими выборами должны были быть проведены выборы местные (на основании закона «Об образовании органов местной власти и самоуправления»). На момент подписания Кравчуком этого закона 3 февраля 1994 года он не высказывал никаких оговорок относительно статьи 8 закона, в которой говорилось, что «после избрания депутатов, глав советов и формирования исполнительных органов закон „О представителях Президента Украины“ утрачивает юридическую силу». Другими словами, после проведения местных выборов, которые должны были состояться в один день с президентскими, местные советы взяли бы на себя функции исполнительной власти в регионах. В связи с этим президентские префектуры на местах будут упразднены, и Кравчук, в случае переизбрания, потеряет прямой контроль над регионами. Президент утверждал, что передача местным советам функций исполнительной власти — это попытка ввести в Украине федеративную систему управления.

## Настроения избирателей
Председатель ЦИК Иван Емец призвал избирателей «отложить все свои внутренние проблемы и прийти на свой избирательный участок, чтобы выразить свою гражданскую озабоченность и проголосовать за Президента Украины». Но демократия по-прежнему вызывала недоумение у многих украинцев. Журнал «The Economist» в статье от 18 июня 1994 года писал: «украинцы пытаются решить не кто будет лучшим президентом, а кто будет наименее плохим». Большинство избирателей, согласно одному исследованию, пришли на выборы не для того, чтобы проголосовать за того или иного кандидата, а чтобы заявить о своём предпочтении «за» или «против» Кравчука. Многие избиратели не видели особой разницы между Кравчуком и Кучмой. По словам одного избирателя, «когда Кучма был премьер-министром, он ничего не делал, а когда Кравчук был президентом, то он тоже ничего не делал». Другой добавил: «с Кравчуком я знаю, что войны не будет, а с Кучмой, я знаю, что не умру с голоду».

## Социологические опросы
Опросы общественного мнения оказались заведомо ненадёжными на протяжении всей кампании, причём уровень поддержки сильно варьировался. По словам Международного фонда избирательных систем, наблюдательной организации Правительства США: «В Украине нет организации, способной провести опрос профессионально. Люди не знают, как осуществлять выборку избирателей». В редакционной статье газеты «Вечерний Киев», придерживающейся национал-демократических взглядов, добавлялось, что главные цифры опроса, по-видимому, совпадают с политическими взглядами организации, которая их проводит. Такие институты, как Международный социологический центр, Киево-Могилянская академия и Национальная академия наук, которые имели очевидные связи с действующей властью, всегда давали Кравчуку преимущество над Кучмой. НАН предсказывала, что во втором туре Кравчук наберёт больше голосов, чем Кучма; Киево-Могилянская академия в опросе, проведённом в течение 2-4 июля 1994 года, предсказала следующий результат: 51 % у Кравчука и 44 % у Кучмы, при явке избирателей 61-67 %.
Высокий государственный пост, занимаемый Леонидом Кравчуком, давал ему дополнительную видимость, большее преимущество перед соперниками. Только 4-6 % взрослого населения ничего не слышали о Кравчуке, тогда как в случае с Кучмой (15-20 %) и Иваном Плющом (28-33 %) эта доля была значительно выше (несмотря на то, что Кучма был премьер-министром в 1992—1993 годах, а Плющ — председателем Верховной Рады в 1991—1994 годах). Константин Морозов, министр обороны в 1991—1993 годах, который, по слухам, мог быть выдвинут кандидатом от национал-демократических сил, не был известен 50 % взрослого населения.

## Освещение в СМИ
Несмотря на то, что, согласно закону «О выборах Президента Украины» был чётко прописан равный доступ к средствам массовой информации для всех кандидатов, на деле это имело ряд нюансов. Медленное развитие СМИ и часто открытая зависимость газет от государственных кредитов или газетной бумаги нарушали их объективность. Крупнейшая на Украине газета «Киевские ведомости», ежедневное русскоязычное издание, была враждебна Леониду Кравчуку в 1992—1993 годах, как и её украиноязычный еженедельник. Ходили слухи о том, что её переход к поддержке Кравчука в 1994 году был связан с поставками государством газетной бумаги, которая смягчила её кризис.
Вторая проблема связана с государственным контролем над телевидением и радио. Во время предвыборной кампании Кравчук по-прежнему выполнял свои обязанности главы государства, которые регулярно освещались СМИ. Во время этого было неизбежно, что Кравчук воспользуется случаем, чтобы способствовать своему переизбранию. Леонид Кучма, его главный соперник, постоянно жаловался, что Первый канал украинского телевидения нужно переименовать в «Кравчук-ТВ» или «Вечерняя реклама президента». В обращении к Верховной Раде Кучма пожаловался на монополизацию Кравчуком государственного телевидения, радио и парламентской газеты «Голос Украины». В то же время, ЦИК считала, что доступ к средствам массовой информации был относительно равным.
Хотя украинское телевидение, возможно, освещало Кравчука в большей степени, чем Кучму, это уравновешивалось полной поддержкой Кучмы со стороны государственного российского телевидения (что также отражало поддержку его кандидатуры руководством России). Кучма нанял московское рекламное агентство, которое выпускало для него блестящую рекламу. ТРК «Останкино» и телевидение СНГ в то время имели на Украине даже большую аудиторию, чем украинское ТВ. Преимущественный просмотр телевидения, как правило, делился по регионам примерно так же, как исход второго тура президентских выборов (в западных, а также половине северных и центральных областей Украины, где доминирует украинское телевидение, победил Кравчук; а на юге, востоке и во второй половине областей севера и центра, где победил Кучма, больше смотрели российское ТВ).
Беспрецедентный случай произошёл, когда назначенный Кравчуком Национальный совет по телевидению и радиовещанию пригрозил закрыть телеканал «Гравис», поскольку он придавал известность Кучме. Директор канала Виктор Лешик жаловался, что «ныне действующая власть не удовлетворена своей монополией на государственные СМИ, она стремится под любым предлогом уничтожить наименьшую конкуренцию».
Хотя и Кравчук, и Кучма жаловались на освещение в СМИ, ни один из кандидатов не подал официальной жалобы. «Сложилось впечатление, что ни один кандидат не хотел, чтобы его слишком тщательно исследовали», — предположило Агентство мониторинга.

## Кандидаты
В выборах приняли участие 7 кандидатов.
| Изображение | ИФ               | Субъект выдвижения                | Поддержка                                                                                              |
| ----------- | ---------------- | --------------------------------- | --- |
|             | Леонид Кучма     | самовыдвижение                    | «Межрегиональный блок реформ»                                                                          |
|             | Леонид Кравчук   | самовыдвижение                    | - «Народный Рух Украины» (частично) - Блок «Государственность» - Блок «Аграрии Украины» - Блок «Центр» |
|             | Александр Мороз  | «Социалистическая партия Украины» | «Коммунистическая партия Украины»                                                                      |
|             | Владимир Лановой | самовыдвижение                    | - «Народный Рух Украины» (частично) - Блок «Реформы»                                                   |
|             | Валерий Бабич    | самовыдвижение                    | |
|             | Иван Плющ        | самовыдвижение                    | «Республиканская партия»                                                                               |
|             | Пётр Таланчук    | самовыдвижение                    | «Конгресс украинских националистов»                                                                    |

## Кампания Леонида Кучмы
Предвыборная программа Леонида Кучмы включала в себя следующие пункты:
- построение суверенной, демократической Украины и защита её территориальной целостности;
- сильная исполнительная власть;
- новая Конституция;
- усиление полномочий местных властей и регионов, особенно в бюджетной сфере;
- отказ от федерализации;
- борьба с организованной преступностью и коррупцией;
- переход от командно-административной к рыночной экономике через эволюционные изменения;
- демонополизация, приватизация и равенство всех форм собственности;
- возобновление взаимовыгодных экономических связей с Россией, в том числе полное членство в экономическом союзе СНГ;
- государственная поддержка высокотехнологичных и научных отраслей, сотрудничество промышленности с государством;
- концентрация национального капитала для создания промышленных и финансовых групп;
- либерализация внешней торговли;
- поддержка развития национальной культуры, украинского языка как государственного и русского как второго официального;
- обеспечение социального обеспечения и медицинской помощи.

В отличие от опытного Кравчука, Кучма сильно полагался на своих советников и экспертов. При разговоре или ответе на импровизированные вопросы он часто делал ошибки, иногда обвинял в кризисе «национальную радикализацию истории» (что могло лишь подорвать его «патриотическую репутацию»). Однако избирателей привлекли решительность Кучмы и его настойчивость, играла свою роль потребность в сильном лице на посту президента. Сотрудники ракетостроительного завода-гиганта «Южмаш» в Днепропетровске, на котором Кучма ранее работал директором, не раздумывая голосовали за него. Один из руководителей ЮМЗ сказал: «Если Леонид Данилович будет управлять страной так, как он управлял „Южмашем“, мы будем в надежных руках. Нам нужен решительный лидер, как Ельцин в России. Я думаю, что Кучма мог бы быть таким лидером».
Кучму обвиняли во множестве грехов, в том числе в отсутствии патриотизма, желании возродить бывший СССР, отсутствии интереса к украинской государственности, и планам отдать России Крым и Черноморский флот. На самом же деле он ни разу не поддерживал военную интеграцию с Россией и/или СНГ, всегда отвергал любые предположения о том, что Советский Союз можно возродить, и поддерживал украинскую государственность. Его планы по передаче флота и сдаче в аренду Севастополя России были лишь развитием идей Кравчука, высказанных им в сентябре 1993 года на саммите в Массандре. Акцент Кучмы на возобновлении экономических связей с Россией и активное участие в экономических делах в рамках СНГ был лишь одним из серии мер, направленных на преодоление экономического кризиса.
Он подчёркивал, что отношения с Россией не будут отвлекать Украину от улучшения и расширение связей с другими странами, особенно с Западом. Кучма отверг роль Украины как буфера против России, а одним из его предвыборных лозунгов была фраза «Украина и Россия: меньше рек, больше мостов». Вследствие этого Кучму считали ставленником «пророссийского» левобережья и Юга Украины. Однако председатель ЛДПР и депутат Государственной думы Российской Федерации Владимир Жириновский 25 декабря 1998 года на заседании Госдумы, посвящённом российско-украинским отношениям, публично обвинил Кучму во лжи во время предвыборной кампании 1994 года. По словам Жириновского, Кучма использовал на выборах лозунг «Ближе с Россией», пытаясь завоевать доверие пророссийски настроенных граждан, но попросту обманул их.
Избирательная кампания Кучмы попала в ловушку, пытаясь угодить всем одновременно. Его программа ставала все более туманной, поскольку он стремился одновременно завоевать симпатии просоветского электората, и добиваться реформации рынка, чтобы апеллировать к югу и востоку, в то же время заверяя вторую половину страны, что он не будет пешкой Москвы.
Кравчук и Кучма могли сказать несколько хороших слов друг о друге во время избирательной кампании. Кучма часто мог похвалить Кравчука как личность, но добавлял: «Кажется, что люди вокруг него просто некомпетентны. Текущая экономическая политика превратила Украину в кладбище». Он даже предложил Кравчуку добровольно уйти в отставку и больше не баллотироваться на пост президента (крайне маловероятный вариант, поскольку Кравчук был уверен в своей победе).

## Кампания Леонида Кравчука
В 1991 году Леонид Кравчук вступил на пост президента с рядом задач: одновременно построить нацию, государство, элиту и эффективную экономику — и всё это в течение двух с половиной лет. По иронии судьбы, величайшим достижением Кравчука, возможно, было то, что он сделал возможным появление Кучмы.
В начале кампании Кравчук считался основным фаворитом выборов. Он даже не организовывал отдельный избирательный штаб, пользуясь служебным положением ездил по регионам, фактически агитируя за свою кандидатуру.
Во многом, программа Кравчука была очень схожей с программой Кучмы:
- новая Конституция;
- президентско-парламентская республика с чётким разделением полномочий;
- эволюционные реформы и переход к рыночной экономике;
- приватизация и реформы под руководством государства;
- усиление борьбы с организованной преступностью и коррупцией;
- русский язык как официальный;
- экономическое местное самоуправление в децентрализованном унитарном государстве;
- отказ от федерализации;
- экономическая интеграция с Россией и СНГ, но только ассоциированное членство в экономическом союзе;
- хорошие отношения с Россией;
- отказ от любого политического, военного союза с Россией или Славянской Федерации;
- полная интеграция с внешним миром, особенно с Европейским союзом.

Кравчук более уверенно, чем Кучма, выглядел на публике. Общение с людьми было для него родной стихией. В рамках кампании он совершил ряд зарубежных визитов: в США, Канаду, Китай, Великобританию и другие страны. В целом, Кравчук выглядел намного увереннее Кучмы и считался основным претендентом на победу.

## Кампания Александра Мороза
Программа Александра Мороза, кандидата от Социалистической партии, включала стандартную левую политику, противостоящую продаже или приватизация земли и содержащую призыв к тому, чтобы приватизация была «справедливой», в то время как экономические реформы должны быть медленными и ограниченными. Мороз утверждал, что отличается от других кандидатов тем, что «не был у власти и понимает нужды народа». Его внешняя и оборонная политика была схожа с политикой Кучмы.
Мои взгляды на Россию — это взгляды на великое соседнее государство, с которым Украину объединяет многовековая общая история.
Как и Кучма, Мороз выступал за передачу Черноморского флота России и сдачу Севастополя в аренду.

## Кампания Владимира Ланового
Лановой обратился к совершенно другой, более молодой аудитории, и многие либералы и национал-демократы проголосовали за него в первом туре. Она включала в себя «Рух», который конфликтовал с Кравчуком с начала 1992 года. Во втором туре национал-демократы, голосовавшие в первом туре за Ланового, голосовали за Кравчука в втором как за «меньшее из двух зол». Лановой утверждал, что выдвинул себя потому, что его соперники не смогли использовать свои государственные посты для того, чтобы вывести Украину из кризиса и показать реальное лидерство.
Социально-экономическая программа Ланового, однако, содержала в себе большую долю популизма. Она обещала, что Украина выйдет из кризиса в течение шести-восьми месяцев, а ежемесячная заработная плата в реальном выражении вырастет в четыре-пять раз до 100 долларов в течение одного года и удвоит этот уровень в течение 3-4 лет. Он обещал людям, потерявшим свои сбережения, вернуть их, а также погасить все долги, возникшие в 1992-94 годах. Ланового считали «украинским Кеннеди», а его предвыборная платформа базировалась на двух тезисах: уход от социально-экономического кризиса и создание европейского государства до 1996 года.

## Кампания Ивана Плюща
Изначально предполагалось, что основное состязание будет именно между Иваном Плющом (председателем Верховной Рады в 1991—1994 годах) и Леонидом Кучмой. Но Плюща затмил Кравчук, вступивший в гонку в последний момент. После этого основная предвыборная борьба развернулась между Кравчуком и Кучмой, в то время как поддержка Плюща ограничивалась небольшим количеством национал-демократов, разочаровавшихся в Кравчуке (например «Республиканской партии»).
До вступления Кравчука в гонку Плющ, был уверен, что его прежний пост обеспечит ему победу:
Кажется, сегодня он говорит одно,
а завтра другое. Я никогда этого не делал и никогда не сделаю. Вот я — прямой, как линейка.Иван Плющ о Кравчуке в интервью газете «Голос Украины», 5 мая 1994 года
Плющ обратился к тем национал-демократам и националистам, которые либо разочаровались в Кравчуке, либо никогда его не поддерживали. Его программа отражала более националистическую направленность, чем программа Кравчука, который пытался изобразить себя центристом и твёрдым государственником. Тем не менее Плющ, как и все кандидаты, называл себя центристом, не связанным ни с одной политической партией или группой (из семи кандидатов только Мороз был членом политической партии). Он подчёркивал необходимость духовного возрождения Украины. Как ярый сторонник роли парламента в политической жизни он выступал против передачи президенту Кравчуку функций главы исполнительной власти. Во время кампании его взгляды претерпели метаморфозы, ближе к выборам он стал заявлять, что выступает за концентрацию исполнительной власти в руках одного человека, который будет занимать пост главы правительства: «Без завершения реформы политической системы мы никогда не сможем выйти из этого кризиса».
В вопросе с Крымом он открыто обвинял некую «третью силу, которая заинтересована в начале вооруженного конфликта». Как и Кравчук, Плющ также больше рассчитывал на интеграцию Украины с европейскими институтами, чем с СНГ. Тем не менее, о внешней ориентации Украины Плющ оставался чётко не определённым: «нам придется ориентироваться на те блоки, которые нас возьмут». Плющ явно выступал за создание Балтийско-Черноморского блока, националистического санитарного кордона для решения геополитических проблем Украины.
Программа Плюща была одновременно «динамичной» и в пользу «эволюционных изменений»:
Это эволюционные, а не революционные преобразования, которые
больше всего соответствуют природе человека, поскольку учитывает его сущность и требование ненасилия.
Его новообретённая «динамичная» программа, предусматривающая приватизацию госсобственности, шла вразрез с блокированием парламентом приватизационной программы в 1992—1994 годах. Подобно другим кандидатам, Плющ утверждал, что экономическая реформа гарантирует развитие «свободных, цивилизованных предприятий», а ключом к эффективной приватизации будет её «справедливость». Активная поддержка им сельского хозяйства отражала его раннюю карьеру в этом секторе и его союзников среди аграриев (Плюща часто называли «колхозным бригадиром»).
Газета «Вечерний Киев», поддерживающаяся национал-демократических взглядов и поддержавшая Плюща, 25 июня 1994 года вышла со следующим предвыборным заголовком на первой полосе: «Если мы выберем Кравчука, у нас будет то, что есть сейчас. Если мы выберем Кучму, у нас не будет даже того, что есть сейчас. Если мы выберем Плюща, у нас, надеюсь, будет то, что когда-нибудь будет».

## Снявшиеся кандидаты

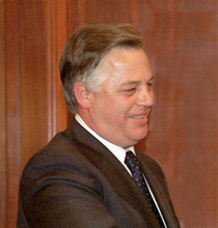
Пётр Симоненко

Лидер Коммунистической партии Пётр Симоненко 28 апреля снял свою кандидатуру в пользу Александра Мороза. Такую же тактику коммунисты применили и в новоизбранной Верховной Раде, где поддержали кандидатуру Мороза на пост спикера. Также сообщалось, что Симоненко снялся с выборов после конфиденциальной двухчасовой встречи с президентом Кравчуком, который, возможно, убедил его поддержать более умеренного Мороза, чтобы не создавать излишних трений и нестабильности. В обоих случаях цель состояла в том, чтобы разрядить антикоммунистические настроения, поддержав более умеренных социалистов.
Среди других кандидатов, выбывших из предвыборной гонки, был Виктор Пинзеник, бывший вице-премьер в правительстве и сторонник радикальных реформ, сторонники которого, несомненно, поддерживали Ланового (занимавшего аналогичный пост в правительстве Фокина в 1992 году). Игорь Юхновский, поддержанный «Партией демократического возрождения Украины» и «Демократической партией Украины», а также Вячеслав Черновол, лидер «Народного Руха», без объяснений сняли свои кандидатуры (очевидно, что это сыграло на руку Кравчуку). Грынёв, совместный лидер «Межрегионального блока реформ» (МРБР) и бывший второй вице-спикер парламента, первоначально предложил свою кандидатуру, но затем отказался от неё в пользу Кучмы.

## Первый тур
Первый тур выборов прошёл 26 июня 1994. В нём принимали участие 7 кандидатов. Лидером первого тура стал действующий президент Леонид Кравчук, второе место занял Леонид Кучма. Однако, так как Кравчук не смог получить абсолютного большинства голосов (50 %+1), было назначено повторное голосование (второй тур).
| Кандидат                          | Голосов    | %        |
| --------------------------------- | ---------- | -------- |
| Леонид Кравчук                    | 9 977 766  | 38,36 %  |
| Леонид Кучма                      | 8 274 806  | 31,37 %  |
| Александр Мороз                   | 3 466 541  | 13,33 %  |
| Владимир Лановой                  | 2 483 986  | 9,55 %   |
| Валерий Бабич                     | 644 263    | 2,48 %   |
| Иван Плющ                         | 321 886    | 1,24 %   |
| Пётр Таланчук                     | 143 361    | 0,55 %   |
| Против всех                       | 697 564    | 2,63 %   |
| Недействительные голоса           | 470 498    | 1,78 %   |
| Всего                             | 26 480 671 | 100,00 % |
| Зарегистрировано избирателей/Явка | 37 630 835 | 70,37 %  |

## Второй тур
Второй тур выборов прошёл 10 июля 1994 года. В нём, однако, победу одержал не лидер первого тура Леонид Кравчук, а Леонид Кучма.
| Кандидат                          | Голосов    | %        |
| --------------------------------- | ---------- | -------- |
| Леонид Кучма                      | 14 016 850 | 52,14%   |
| Леонид Кравчук                    | 12 111 603 | 45,05%   |
| Против всех                       | 645 508    | 2,40 %   |
| Недействительные голоса           | 109 681    | 0,41 %   |
| Всего                             | 26 883 642 | 100,00 % |
| Зарегистрировано избирателей/Явка | 37 531 666 | 71,63 %  |
| Источник:                         |            |          |

## Результаты голосования за кандидатов по регионам
Результаты кандидатов по регионам Украины:
| Регион                    | 1 тур          | 1 тур        | 1 тур           | 1 тур            | 2 тур        | 2 тур          |
|                           | Леонид Кравчук | Леонид Кучма | Александр Мороз | Владимир Лановой | Леонид Кучма | Леонид Кравчук |
| ------------------------- | -------------- | ------------ | --------------- | ---------------- | ------------ | -------------- |
| АР Крым                   | 7,5            | 83,3         | 1,3             | 3,4              | 89,7         | 8,9            |
| Винницкая область         | 45,3           | 20,0         | 15,5            | 9,9              | 42,3         | 54,3           |
| Волынская область         | 69,9           | 5,5          | 7,6             | 10,8             | 14,0         | 83,9           |
| Днепропетровская область  | 26,3           | 43,5         | 8,7             | 11,9             | 67,8         | 29,7           |
| Донецкая область          | 16,4           | 54,8         | 16,6            | 6,3              | 79,0         | 18,5           |
| Житомирская область       | 47,3           | 20,0         | 14,3            | 11,0             | 41,6         | 55,6           |
| Закарпатская область      | 51,6           | 17,5         | 4,4             | 10,7             | 25,5         | 70,5           |
| Запорожская область       | 24,2           | 49,4         | 12,7            | 7,9              | 70,7         | 26,8           |
| Ивано-Франковская область | 89,0           | 3,1          | 1,4             | 3,0              | 3,9          | 94,5           |
| Киевская область          | 41,9           | 18,8         | 13,9            | 16,9             | 38,4         | 58,3           |
| Кировоградская область    | 30,5           | 21,3         | 21,5            | 19,2             | 49,7         | 45,7           |
| Луганская область         | 9,9            | 54,5         | 25,9            | 4,6              | 88,0         | 10,1           |
| Львовская область         | 90,6           | 3,6          | 1,2             | 1,7              | 3,9          | 93,8           |
| Николаевская область      | 36,8           | 34,0         | 12,7            | 9,0              | 52,8         | 44,7           |
| Одесская область          | 23,5           | 42,7         | 14,3            | 11,7             | 66,8         | 29,2           |
| Полтавская область        | 30,0           | 28,8         | 18,6            | 14,4             | 59,2         | 37,4           |
| Ровненская область        | 77,3           | 6,1          | 5,2             | 7,1              | 11,0         | 87,3           |
| Сумская область           | 23,6           | 31,0         | 25,5            | 11,8             | 67,8         | 28,9           |
| Тернопольская область     | 91,0           | 2,6          | 1,1             | 2,6              | 3,8          | 94,8           |
| Харьковская область       | 24,9           | 34,9         | 22,6            | 9,7              | 71,0         | 26,0           |
| Херсонская область        | 26,5           | 36,5         | 19,9            | 10,1             | 64,6         | 32,1           |
| Хмельницкая область       | 40,6           | 16,0         | 23,9            | 11,6             | 39,3         | 57,2           |
| Черкасская область        | 39,7           | 18,3         | 21,2            | 12,9             | 45,7         | 50,8           |
| Черновецкая область       | 55,7           | 21,1         | 6,6             | 7,5              | 35,3         | 61,8           |
| Черниговская область      | 23,0           | 46,1         | 14,8            | 7,2              | 72,3         | 25,1           |
| г. Киев                   | 39,2           | 18,2         | 8,4             | 25,5             | 35,6         | 59,1           |
| г. Севастополь            | 5,6            | 83,1         | 2,5             | 4,0              | 92,0         | 6,5            |
| Украина                   | 38,3           | 31,1         | 13,3            | 9,5              | 52,2         | 45,1           |

## Нарушения и фальсификации
Наблюдатели обнаружили расхождения в первом туре в пользу Кравчука. Иностранные наблюдатели жаловались на большое количество т. н. «отрывных талонов», особенно в сельской местности. После первого тура голосования команда Кучмы пожаловалась в ЦИК на фальсификацию голосования до 10 % в некоторых округах, или до полумиллиона лишних голосов в пользу действовавшего президента. Российский институт социологических исследований утверждал, что результат Кравчука был завышен на 6-6,5 %.
Другие жалобы включали следующее:
- нарушение тайны голосования;

- вмешательство местных должностных лиц;
- увеличение эфирного времени телевидения и радио для Кравчука;
- вброс бюллетеней;
- давление на избирателей;
- манипулирование процедурой голосования.

## После выборов

### Долгосрочные последствия
Эти выборы стали одной из первых мирных передач власти на постсоветском пространстве. В качестве примера мирного перехода власти эволюционирующая демократия Украины прошла свое первое реальное испытание. В день инаугурации Кучмы, по инициативе Кравчука, в Мариинском дворце была проведена торжественная церемония передачи президентских полномочий.
Летом 1994 года в Украине началась «эпоха Кучмы», которая продлится 10 лет. Она запомнится некоторой стабилизацией ситуации в стране, принятием Конституции, введением национальной валюты — гривны, формированием олигархических групп, экономическим ростом первой половины 2000-х годов, и закончится «Оранжевой революцией» — первым серьёзным политическим кризисом в истории независимой Украины.

### Комментарии
1. ↑  Это требование закона, несомненно, побудило Леонида Кучму, русскоязычного украинца, выучить украинский язык в месяцы, предшествовавшие выборам. Во время своего пребывания на посту премьер-министра (октябрь 1992-сентябрь 1993) он продолжал пользоваться русским языком.
2. ↑  Норма, также применявшаяся на выборах 1991 года и явно предназначавшаяся для ограничения числа кандидатов только теми, у кого были реальные шансы на победу
3. ↑  Явная попытка помешать баллотированию региональных кандидатов, которые, преимущественно, не имели всеукраинской иззвестности
4. ↑  Призывов к бойкоту избирательной кампании не прозвучало, хотя коммунистические и социалистические партии, как и в других странах бывшего СССР, в принципе выступали против института президентства. В Крыму президент республики Юрий Мешков, избранный 30 января 1994 года, призвал крымских избирателей бойкотировать выборы в Верховную Раду. Однако во время президентских выборов Мешков призвал крымчан голосовать за Кучму (обращение Мешкова от 8 июля 1994 года; газета «Голос Украины», 14 июля 1994 года).
5. ↑  В одном из сообщений утверждалось, что ходатайство Симоненко о регистрации в качестве кандидата было отклонено из-за «несоответствий в сборе подписей» («Украинский еженедельник», 1 мая 1994 года).